# Dreamscape
Ne doit pas être confondu avec Scape, Escape ou Timescape.
Pour plus de détails, voir Fiche technique et Distribution.
Dreamscape est un thriller fantastique américain co-écrit et réalisé par Joseph Ruben, sorti en 1984.

## Synopsis
Alex Gardner, un jeune homme psychiquement doué, est recruté pour aider le docteur Paul Novotny et la belle doctoresse Jane DeVries dans une expérience afin d'aider des patients dérangés par des rêves menaçants. Mais le représentant gouvernemental Bob Blair, corrompu, a des plans plus sombres pour les pouvoirs peu communs d'Alex.

## Fiche technique
- Titre original : Dreamscape
- Réalisation : Joseph Ruben
- Scénario : David Loughery, Joseph Ruben et Chuck Russell, d'après une histoire de David Loughery
- Direction artistique : Jeff Staggs et R. Clifford Searcy [1]
- Costumes : Linda M. Bass
- Photographie : Brian Tufano
- Montage : Lorenzo DeStefano et Richard Halsey
- Musique : Maurice Jarre
- Production : Bruce Cohn Curtis
  - Production déléguée : Tom Curtis et Stanley R. Zupnik
  - Production associée : Chuck Russell
  - Coproduction : Jerry Tokofsky
- Sociétés de production : Bella Productions ; Zupnik-Curtis Enterprises, Chevy Chase Films, Weintraub Entertainment Group (coproductions)
- Société de distribution :  20th Century Fox
- Pays d'origine :  États-Unis
- Langue originale : anglais
- Format : couleur - 1.85 : 1 - Dolby - 35 mm
- Genre : thriller fantastique
- Durée : 99 minutes
- Dates de sortie : 
  - États-Unis : 15 août 1984
  - France : 14 juin 1985
- Film interdit aux moins de 12 ans lors de sa sortie en France

## Distribution
- Dennis Quaid (VF : Hervé Bellon) : Alex Gardner
- Kate Capshaw (VF : Maïk Darah) : Jane DeVries
- Christopher Plummer (VF : Gabriel Cattand) : Bob Blair
- Max von Sydow (VF : Georges Aminel) : Dr. Paul Novotny
- Eddie Albert (VF : William Sabatier) : le président des États-Unis
- David Patrick Kelly (VF : Gilles Laurent) : Tommy Ray Glatman
- George Wendt (VF : Claude Nicot) : Charlie Prince
- Cory 'Bumper' Yothers (VF : Damien Boisseau) : Buddy Driscoll
- Redmond Gleeson (VF : Roger Crouzet) : Snead
- Larry Gelman (VF : Yves Barsacq) : George Webber
- Fred M. Waugh (VF : Michel Paulin) : Bill Hardy
- Peter Jason (VF : Pierre Hatet) : Ray Babcock
- Chris Mulkey (VF : Max André) : Gary Finch
- Jana Taylor (VF : Monique Thierry) : Melanie Webber
- Madison Mason : Fred Schoenstein

## Autour du film
- Le tournage s'est déroulé de janvier à mars 1983 à Los Alamitos, Santa Clarita et Stockton, en Californie[réf. nécessaire].
- Les chansons Baby, Can't We Take It Home et Lip Service sont interprétées par Craig Hundley.
- L'idée d'infiltrer les rêves d'hommes haut placés afin de leur soutirer des secrets, qui est mentionnée dans le film, sera reprise en 2010 dans le film Inception de Christopher Nolan[réf. nécessaire].

## Distinctions

### Récompenses
- Festival international du film fantastique de Bruxelles 1985 : Corbeau d'or

### Nominations
- Académie des films de science-fiction, fantastique et horreur 1985 : Meilleur film d'horreur
- Festival international du film fantastique d'Avoriaz 1985 : Grand Prix